# Podandrogyne formosa
Podandrogyne formosa är en paradisblomsterväxtart som beskrevs av T.S. Cochrane. Podandrogyne formosa ingår i släktet Podandrogyne och familjen paradisblomsterväxter. Inga underarter finns listade i Catalogue of Life.